# Latin Rhythm Airplay
Latin Rhythm Airplay — музыкальный хит-парад журнала Billboard, включающий в себя музыкальные синглы и композиции в стиле латино, а также испаноязычные треки в стиле реггетон, R&B/хип-хоп, поп-музыки. Хит-парад появился в 2005 году в результате роста количества радиостанций, нацеленных на испаноязычное население и латиноамериканцев, проживающих в США, желавших слушать испаноязычную или латиномаериканскую музыку на английском языке в качестве альтернативы американским мейнстримоым радиостанциям. Хит-парад выходит каждые две недели (по очереди меняясь с хит-парадом Latin Tropical Airplay).
Синглы № 1 по итогам года в хит-параде
- 2006: «Down» — R.K.M & Ken-Y
- 2007: «Sola» — Hector "El Father"
- 2008: «Te Quiero» — Flex
- 2009: «Me Estás Tentando» — Wisin & Yandel
- 2010: «Dile al Amor» — Aventura
- 2011: «Danza Kuduro» — Don Omar и Lucenzo
- 2012: «Bailando Por El Mundo» — Juan Magan при участии Pitbull и El Cata
- 2013: «Limbo» — Daddy Yankee
- 2014: «6 AM» — J Balvin при участии Farruko
- 2015: «El Perdón» — Nicky Jam при участии Энрике Иглесиаса
- 2016: «Hasta el Amanecer» — Nicky Jam
- 2017: «Despacito» — Луис Фонси при участии Дэдди Янки